# Крейґ Фултон
Крейґ Фултон (англ. Craig Fulton, 6 листопада 1974) — південноафриканський хокеїст на траві.
Учасник Олімпійських Ігор 1996, 2004 років.